# Глазихина, Анна Егоровна
Анна Егоровна Глазихина (24 ноября 1923 — 6 июля 2013) — передовик советского сельского хозяйства, бригадир совхоза имени Моссовета Люберецкого района Московской области, Герой Социалистического Труда (1973).

## Биография
Родилась в 1923 году в селе Борец, Сараевского района Рязанской области в русской многодетной семье.
В 1940 году переехала к родне в деревню Вязовка, в Люберецкий район Московской области. Здесь завершила обучение в семилетней школе. В самом начале Великой Отечественной войны поступила работать на оборонный завод, который с наступлением осени 1941 года был эвакуирован. Молодых рабочих, в том числе и Анну Егоровну, направили строить оборонительные линии. По возвращении устроилась работать в совхоз «Люберецкие поля орошения». Выучилась на курсах овощеводов. С 1943 года назначена помощником бригадира.
По завершении обучения на курсах бригадиров назначена бригадиром совхоза. В 1973 году её бригада ударно поработав произвела 5200 тонн овощей — треть объёма продукции совхоза.
Указом Президиума Верховного Совета СССР от 11 декабря 1973 года за получение высоких показателей в сельском хозяйстве и рекордные урожаи овощей Анне Егоровне Глазихиной было присвоено звание Героя Социалистического Труда с вручением ордена Ленина и медали «Серп и Молот».
В дальнейшем продолжала трудиться в совхозе.
Проживала в районе «Косино-Ухтомский» Восточного административного округа Москвы. Умерла 6 июля 2013 года.

## Награды
За трудовые успехи была удостоена:
- золотая звезда «Серп и Молот» (11.12.1973)
- два ордена Ленина (1966, 11.12.1973)
- другие медали.